# Ciberhostigamiento
El ciberhostigamiento consiste en el envío no solicitado a otra persona de amenazas, propuestas indecorosas, gráficos u otros elementos ofensivos o intimidantes, a través de medios telemáticos (típicamente, mediante correo electrónico, mensajería instantánea o por medio de salas de chat). Es una forma de acoso (ya sea laboral, sexual o de otra índole), que se encuentra tipificado en algunos ordenamientos como un delito informático.
En otros ordenamientos en donde no existe una tipificación específica, se puede englobar dicha actuación dentro de los delitos genéricos de acoso sexual, amenazas, intimidación, delitos contra el honor, etc. en función del contenido de las comunicaciones enviadas.